# ニセ札 (映画)
『ニセ札』（にせさつ）は、2009年の日本映画。

## 概要
お笑い芸人の木村祐一の第一回監督作品。1950年に起こった実際の偽札事件（チ-5号事件）をモチーフとしている。
第33回モントリオール世界映画祭のコンペティション部門に選出された。

## あらすじ
昭和25年、和紙産業がさかんな小さな山村で教師をしているかげ子のもとへ元教え子のシンゴが訪れ、偽札を製造する計画を持ちかける。当初は拒否するかげ子だったが、村の貧しい子供たちや知的障害である我が子のためにやがて計画への加担を決意し、村ぐるみで偽札製造を始める。

## キャスト
- 倍賞美津子 - 佐田かげ子
- 青木崇高 - 中川哲也
- 板倉俊之 - 大津シンゴ
- 木村祐一 - 花村典兵衛
- 西方凌 - 島本みさ子
- 三浦誠己 - 小笠原憲三
- 宇梶剛士 - 倉田政実
- 村上淳 - 橋本喜代多
- 段田安則 - 戸浦文夫
- 泉谷しげる - 池本豊次
- 中田ボタン - 商店の店主
- 板尾創路 - 検察官
- キムラ緑子　‐　敦子の母
- 新食感ハシモト - 青沼恭介
- 加藤虎ノ介 - 森本俊哉
- 遠藤憲一 - 裁判官

## スタッフ
- 監督・共同脚本：木村祐一
- 製作：山上徹二郎、水上晴司
- 企画：山上徹二郎
- 脚本：向井康介、井土紀州
- 撮影：池内義浩
- 美術：原田哲男
- 編集：今井剛
- 音楽：藤原いくろう
- 主題歌：ASKA『あなたが泣くことはない』（ユニバーサル シグマ）
- 照明：舟橋正生
- 美術プロデューサー：磯見俊裕
- 録音：小川武